# Warm River
Warm River – miasto w Stanach Zjednoczonych, w stanie Idaho, w hrabstwie Fremont.

## Demografia
Według spisu z 2010 roku miejscowość liczyła 3 mieszkańców. Począwszy od kwietnia 2020 r. liczba stałych mieszkańców Warm River spadła do zera.